# Kloster Balamand
Das Kloster Balamand wurde zunächst unter dem Namen Belmont (oder auch Beaumont, Bellimontis ultra Mare, Bellus-Mons oder Valmand) von den Zisterziensern 1157 als erste und wichtigste Abtei des Ordens im Orient in der damaligen Grafschaft Tripolis etwa 15 km südwestlich von Tripoli in den Bergen des Libanons gegründet.
Nachdem etwa zum Zeitpunkt des Falls von Tripoli 1289 die Zisterzienser die Abtei verließen, wurde drei Jahrhunderte später der gleiche Ort zu einer Gründung eines griechisch-orthodoxen Klosters genutzt, das bis heute besteht. 1833 wurde auf dem Gelände des Klosters ein theologisches Seminar eingerichtet, aus dem 1988 die Universität Balamand hervorging.

## Geographische Lage
| \| \|                                 |                             |
| Satellitenbild des nördlichen Libanon | Umgebungskarte von Balamand |
| Kloster Balamand · nördlicher Libanon |                             |

Das Kloster liegt in 275 m Höhe auf einem Plateau, das auf drei Seiten stark abfällt und an der Südwestseite von weiter ansteigenden Bergen begrenzt wird. Das Plateau bietet in Nordrichtung einen Ausblick auf das Mittelmeer und die Küstenstraße zwischen Tripoli und Chekka.
So ansprechend die Lage auch gewesen sein mag, sie ist dennoch ausgesprochen untypisch für eine Abtei der Zisterzienser, da die Zisterzienser einsame Lagen in Tälern an fließenden Gewässern bevorzugten. Wie diese ungewöhnliche Wahl des Standorts zustande kam, ist nicht überliefert, aber es gibt einige Hypothesen dazu. Ein wichtiger Punkt, den u. a. Camille Asmar hervorhebt, könnte die Sicherheit gewesen sein, die das Plateau von Natur aus bietet, und die in der Nähe von Tripoli und an der Küste in der Zeit der Kreuzfahrer auch eher gegeben war.
Ein weiterer Aspekt ist möglicherweise die Übernahme von bereits existierenden Gebäudeteilen gewesen. Die für Zisterzienser ungewöhnliche Architektur der Kirche und deren Ost-Nord-Ost-Ausrichtung (bei einer Abweichung von 22° vom exakten Osten nach Norden) haben Spekulationen den Raum gegeben, dass die Kirche ursprünglich byzantinisch gewesen sein könnte. Eine andere Hypothese von Camille Enlart bringt die Kirche wegen ihrer Bauweise mit dem Orden von Grandmont in Verbindung. Gemeinsam ist diesen Hypothesen die Annahme, dass eine vorhandene, zum Zeitpunkt der Gründung jedoch ungenutzte Infrastruktur den Beginn so wesentlich erleichtert hat, dass dies die anderen Nachteile aufwog.

## Geschichte

### Vorgeschichte der Zisterzienser
Bereits 1124 unternahm Arnold von Morimond, der Gründungsabt des vierten Tochterklosters von Cîteaux, einen sehr umstrittenen Versuch, eine Zisterzienser-Abtei im heiligen Land zu gründen.
Insbesondere Bernhard von Clairvaux kritisierte in mehreren Briefen, dass Arnold angesichts der Krisen um die Abtei in Morimond mit seiner Reise nach Jerusalem in unzulässiger Weise die Flucht ergriff und dabei noch eine Gruppe deutscher Mönche mitführte. In seinem Schreiben an den Papst Calixt II. im Dezember 1124 oder Januar 1125 stellte Bernhard die Frage, ob es überhaupt sinnvoll sei, Abteien zu gründen, wenn dort kämpfende Soldaten nötiger seien als singende oder weinende Mönche. 1125 kehrte Arnold mit seinen Mönchen erfolglos zurück und verstarb am 3. Januar 1126 in Flandern.
In den Jahren 1129 und 1130 wandten sich Balduin II. von Jerusalem und Wilhelm von Messines, der 1130 zum Patriarch von Jerusalem berufen wurde, in mehreren Schreiben an Bernhard von Clairvaux mit der Bitte, die Gründung einer Zisterzienser-Abtei im heiligen Land zu unterstützen. Dies lehnte Bernhard trotz des Geschenks einer Reliquie des heiligen Kreuzes ab. Die Gründe sind in dem Antwortschreiben Bernhards nicht enthalten, sondern wurden mündlich überbracht. Es gilt aber als wahrscheinlich, dass sich Bernhard abschrecken ließ von der großen Distanz und der unsicheren Situation vor Ort, zumal die Richtlinien des Ordens die Äbte eines Mutterklosters verpflichteten, jedes ihrer Tochterklöster in jedem Jahr zu besuchen. Bernhard vermittelte stattdessen eine Gründung der Prämonstratenser, die 1141 in der Nähe von Jerusalem unter dem Namen St. Samuel erfolgte.

### Zeit der Zisterzienser

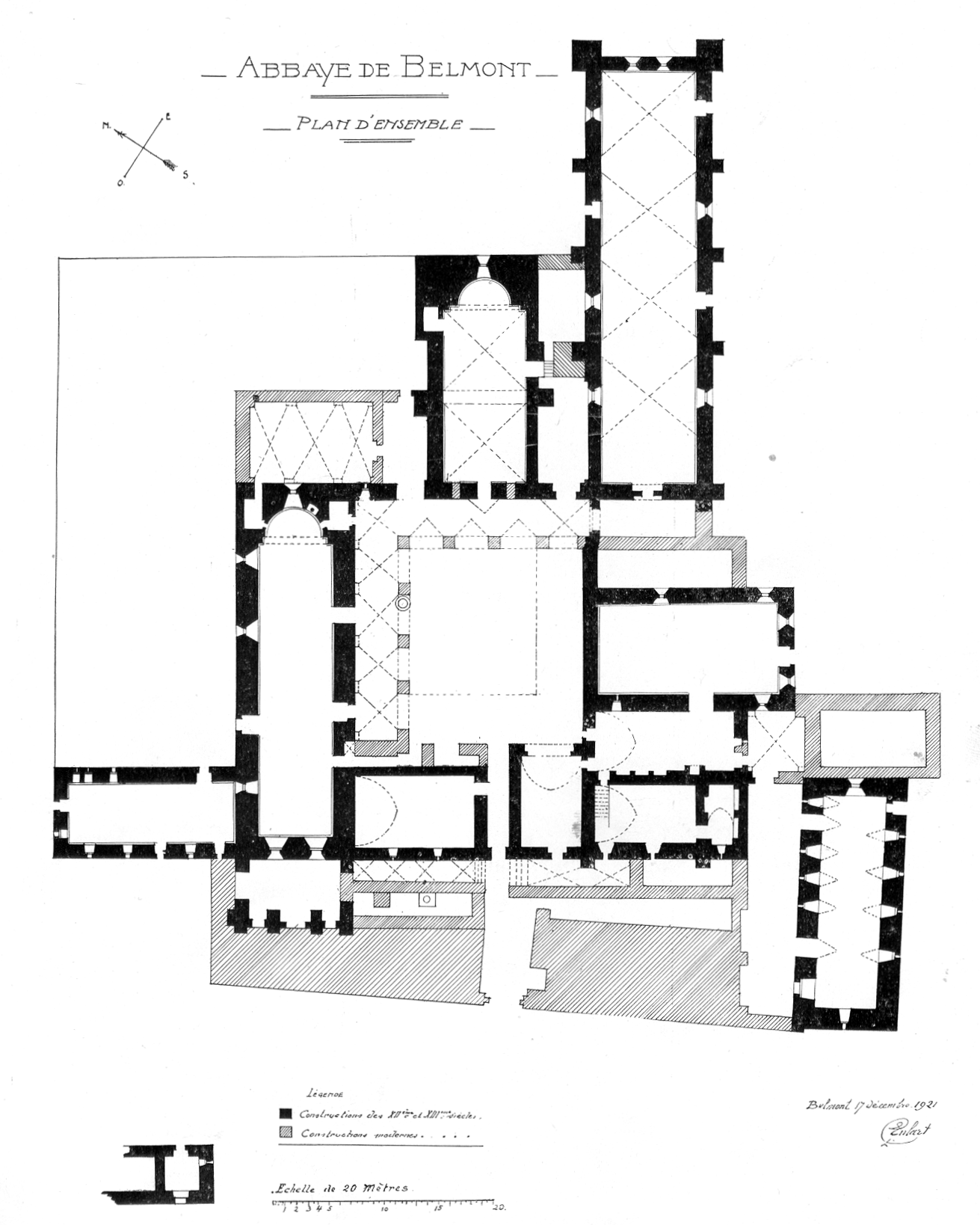
Grundriss des Klosters von Camille Enlart 1921

Nach dem Tode Bernhards von Clairvaux im Jahr 1153 gab es offenbar keinen Widerstand mehr gegen eine Gründung der Zisterzienser im heiligen Land. Dreizehn Mönche wurden von Morimond aus über das Mittelmeer gesandt, um eine Abtei in den Bergen bei Tripoli zu gründen. Die genauen Gründungsumstände sind nicht bekannt, aber der 29. Mai 1157 wurde als Gründungsdatum von Belmont als Tochter des Klosters Morimond in der Diözese Tripoli in der gleichnamigen Grafschaft verzeichnet. Es erscheint naheliegend, dass die Kontakte einiger Mönche Morimonds, die bereits 1124 zusammen mit Arnold in Jerusalem waren, dabei eine wichtige Rolle gespielt haben. Dies war die erste Gründung einer Abtei der Zisterzienser außerhalb von Europa. Nur vier Jahre später wurde ebenfalls ausgehend von Morimond die Abtei Salvatio gegründet.
Die Entwicklung des neuen Klosters verlief zu Beginn sehr erfolgreich, wie die überlieferten Gründungen zweier neuer Häuser 1169 (Kloster St. Johannes in Nemore) und 1187 (Kloster SS. Trinitas de Refech) belegen. Die genaue Lage dieser beiden Tochterhäuser ist bis heute unbekannt, es wird aber vermutet, dass sie ebenfalls in der Grafschaft Tripolis lagen.
Überliefert ist auch die Existenz zweier Nonnenzisterzen in Tripoli und in Akkon, die beide nach der heiligen Maria Magdalena benannt wurden. Es liegt nahe, dass hier eine gewisse Betreuung durch die Zisterzienser in Belmont erfolgte.
Am 1. August 1235 erfolgte auf Zypern die Gründung eines weiteren Tochterhauses mit dem Namen Beaulieu. Lekai sieht hierin das Einrichten einer Fluchtmöglichkeit, da der Niedergang bereits zu dieser Zeit zu erahnen gewesen sei. Die letzten Belege für die Zisterzienser aus Belmont sind die Ernennung des Peter des Deutschen am 26. Februar 1282 zum Abt und ein Bericht über eine ungewöhnliche öffentliche Messe eines Zisterzienser-Mönches 1287 in Tripoli. Es ist anzunehmen, dass die letzten Zisterzienser in Belmont um 1289 ihr Kloster verließen und die Flucht nach Zypern antraten. Dort blieben die Zisterzienser bis ins Ende des 15. Jahrhunderts. 1567 wurden die Reste des Klosters Beaulieu von den Venetianern als Steinbruch für den Bau einer neuen Befestigungsanlage für Nikosia verwendet.

### Übergang des Klosters von den Zisterziensern an die griechisch-orthodoxe Kirche
Bezüglich des Besitzerwechsels gibt es zwei Versionen: Von orthodoxer Seite wird betont, dass das Klosteranwesen von den Zisterziensern an die orthodoxe Kirche im Rahmen ihres Rückzuges nach Zypern übergeben wurde. Urkunden aus der Zeit der Mameluken sollen den Besitzerwechsel des Klosters bestätigen. Demgegenüber wird von der Seite der Zisterzienser behauptet, dass das Kloster nie lange unbewohnt war. So sollen die Mönche nach der Mamelukischen Eroberung wieder in das Kloster zurückgekehrt sein. Ebenso sollen aramäische nichtchaldäische Mönche auf Einladung der Zisterzienser, nach deren endgültigem Rückzug, das Kloster bewohnt haben. Diese These wird von westlichen Historikern vertreten und stützt sich auf Handschriften. Der Besitzerwechsel des Klosters ist aber heute kein Streitpunkt zwischen Zisterziensern und dem heutigen Kloster.

### Dayr Al-Balamand als griechisch-orthodoxes Kloster
Mit der Flucht der Zisterzienser wurde das Kloster von der griechisch-orthodoxen Kirche von Antiochien übernommen. Der Name der Abtei Belmont wurde arabisiert und ist bis heute unter dem Namen Dayr-Al-Balamand bekannt. Im Jahre 1603 wurde das Kloster neu gebaut, wobei Elemente der zisterziensischen Architektur im Gebäude integriert wurden. Das Kloster entwickelte sich danach zu einem Zentrum für Orthodoxe Theologie mit einer großen Bibliothek mit vielen Manuskripten und religiösen Büchern. Die Mönche kopierten die Manuskripte für andere Klöster. Noch heute umfasst die Bibliothek Manuskripte aus fünf Jahrhunderten.
Das Kloster war eine Schutzstätte für die Menschen der Region in Zeiten von politischen Konflikten, Epidemien und Naturkatastrophen.
Im Jahre 1833 wurde neben dem Kloster ein Theologisches Institut eingerichtet. Im Jahre 1840 wurde dieses Institut wieder von den Osmanischen Herrschern geschlossen. Der Schulbetrieb wurde im Jahre 1921 wieder aufgenommen, aber auch nach kurzer Zeit wieder geschlossen. Erst seit dem Jahre 1960 gibt es einen kontinuierlichen Schulbetrieb. Das Theologische Seminar wurde im Jahre 1966 wieder eingerichtet und trägt seit 1970 den Namen Sankt Johannes von Damaskus. Im Jahre 1988 wurde aus diesem Seminar heraus die Universität Balamand gegründet.
Das Kloster beherbergt ebenfalls ein Museum, in dem die architektonische Geschichte des Klosters und die Sakralkunst ausgestellt ist.
Das Kloster liegt im heutigen Distrikt Al-Kura, welches bekannt ist für seine mehrheitlich christlich-orthodoxe Bevölkerung, der Balamand als wichtiges geistliches und kulturelles Zentrum dient. Die Bedeutung des Klosters Balamand ergibt sich auch daraus, dass es direkt dem Patriarchen der orthodoxen Kirche von Antiochien unterstellt ist. Patriarch Ignatius IV. war selbst für einige Jahre bis 1966 Abt von Balamand neben seiner Tätigkeit als Bischof.

### Dokument von Balamand
In der Theologischen Hochschule des Klosters tagte vom 17. bis 24. Juni 1993 die 7. Vollversammlung der Gemeinsamen Internationalen Kommission für den theologischen Dialog zwischen der katholischen und der orthodoxen Kirche. Sie verabschiedete am 23. Juni 1993 die gemeinsame Erklärung Der Uniatismus – eine überholte Unionsmethode – und die derzeitige Suche nach der vollen Gemeinschaft. Der sog. Uniatismus, der „missionarische Apostolat“ der einen unter den Angehörigen der anderen Kirche, soll künftig weder als Methode noch als Modell „für die angestrebte Einheit unserer Kirchen“ betrachtet werden. Das Dokument schließt einerseits „für die Zukunft jeden Proselytismus und jeden Expansionswillen der Katholiken zum Schaden der orthodoxen Kirche“ aus und anerkennt zugleich andererseits, dass die Katholischen Ostkirchen „als Teil der katholischen Gemeinschaft das Recht haben zu existieren und zu handeln, wie es den geistlichen Bedürfnissen ihrer Gläubigen entspricht“.